# Artigas repülőtér
Az Artigas repülőtér (IATA: ATI, ICAO: SUAG) Uruguay egyik nemzetközi repülőtere, amely Artigas közelében található. 

## Futópályák
A repülőtér futópályái:
- 11/29 (1278 m, aszfalt)
- 05/23 (582 m, fű)